# Jabir Usfur
Jabir Usfur ou Jaber Asfour ou encore Ǧābir ʿUṣfūr (en arabe : جابر عصفور) est un universitaire, critique littéraire et homme politique égyptien. Il est né en 1944 et mort en 2021. Il fut secrétaire général du Conseil suprême de la culture et ministre de la Culture en Égypte.

## Biographie
Il est né le 25 mars 1944 à El-Mahalla El-Kubra, dans le delta du Nil,. Diplômé en langue arabe par l'université du Caire en 1969, il obtient son doctorat en 1973 et enseigne la littérature arabe dans cette même faculté. Il a été secrétaire général du Conseil suprême pour la culture. Il a présidé le Conseil national de la traduction. Il fut deux fois ministre de la culture. La première, brièvement, en 2011, pendant le mouvement de protestation, et une seconde en 2014-2015,. Il a été rédacteur en chef du magazine Fusul, une revue de critique littéraire.
Il est mort le 31 décembre 2021.

## Œuvre
Il plaide pour le rationalisme (« Il ne faut pas avoir peur de la raison ») et la liberté d'expression, indispensable à l'écrivain. Il défend le concept de laïcité, qui fait l'objet d'un malentendu : la laïcité n'est pas contre les religions, au contraire, elle les protège.
Il constate que la production littéraire du XXe siècle est massivement dominée par le genre romanesque.
Comme critique littéraire, il a une dette à l'égard de Taha Hussein. Dans son autobiographie au titre nostalgique Zaman jamil madaa, il met au crédit de Nasser d'avoir rendu l'éducation gratuite et universelle en Égypte. Il admire Ernest Hemingway, mais aussi le chanteur Abdel Halim Hafez.
Il a écrit, en arabe :
- al-muqawamat bi 'l-kitaba (« La résistance par l'écriture ») ;
- Fi mahabat 'alf laylat wa layla (sur l'amour dans les Mille et une nuits) ;
- Tahadiyat al-naaqid al-muʿasir (« Les défis de la critique contemporaine ») ;
- Li l-tanwir wa l-dawla al-madania (pour les Lumières et l'État civil) ;
- al-riwayat wa l-astinâra (le roman et les Lumières) ;
- al-naqd al'adabiu wa lhuiat al-thaqafia (« Critique littéraire et identité culturelle ») ;
- Muajahat al'iirhab (« Contrer le terrorisme ») ;
- Al Maraya Al Mutajawira, Dirasa fî Naqd Taha Hussein (étude sur la critique de Taha Hussein) ;
- Al Tanwir Yuwajih Al Ithlam (les Lumières contre l'obscurantisme) ;
- Difa’an An Al Tanwir (« Défense des Lumières ») ;
- Zaman al-Riwaya (« Le temps du roman ») ;
- Zaman jamil madaa (« C'était une belle époque »).

## Distinctions
Il a remporté plusieurs prix, dont le prix du meilleur livre de critique littéraire, du ministère de la Culture (Le Caire, 1984) et le prix de la Fondation al-Owais en 1996-97.